# Plagithmysus perrottetiae
Plagithmysus perrottetiae är en skalbaggsart som beskrevs av J. Linsley Gressitt och Davis 1972. Plagithmysus perrottetiae ingår i släktet Plagithmysus och familjen långhorningar. Inga underarter finns listade i Catalogue of Life.